# .40 S&W
De .40 S&W (10x22 mm Smith & Wesson) is een patroon die in 1989 gezamenlijk ontwikkeld is door Winchester en Smith & Wesson. 

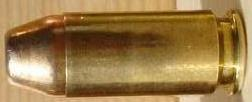
.40 S&W

De FBI gebruikte in die tijd Model 1076 van Smith en Wesson als dienstpistool en verschoot hiermee een 10 mm autopatroon met een lichtere kruitlading. De fabrieksingenieurs vonden dat de ballistische eigenschappen van deze patroon ook worden bereikt met een kortere patroonhuls. Dit leidde tot een smallere pistoolgreep en kwam ook de schotprecisie ten goede. 
De meeste .40 S&W-fabriekspatronen bereikten een kinetische energie van rond de 650 joule in doorsneepistolen. De relatief hoge energie wordt bereikt door een hoge gasdruk. In pistolen met een korte loop (tot 89 mm/3,5") leidt dit tot een grote mondingsvlam en geluidsoverlast. De .40 S&W patroon heeft een grote mate van populariteit. Hij heeft anno 2013 zowel de 10 mm Auto als de .41AE grotendeels verdrongen.